# Со (река)
Со (фр. La Saulx, иногда в русскоязычной литературе приводится написание «Соль») — река на севере Франции, приток реки Марны. Длина реки — 115,4 км.
От названия реки произошло название расположенного на ней города Парни-сур-Со.
Имеет правый приток — реку Ше.

## Гидрометрия
Со принадлежит бассейну Сены. Река, как и большая часть рек, текущих с плато Барруа, полноводна. Среднемесячный расход воды наблюдается с 1957 года на станции в Витри-ан-Пертуа, которая расположена недалеко от места слияния Со и Марны. Площадь бассейна реки составляет 2100 км², расход воды — 26,2 м³/сек.
Случаются сезонные изменения скорости расхода воды с 41 до 55 м³/с с декабря по март включительно (с максимумом в январе-феврале). Летом с июня по октябрь скорость расхода может понижаться до 7,17 м³/с (в августе).
| Средний расход воды (м³/с) реки Со по месяцам с 1957 по 2020 гг. (замеры производились на гидрологическом посту в Витри-ан-Пертуа) |